# Opachychi
Opachychi (en ucraniano: Опачичі) es una localidad fantasma ucraniana localizada en el óblast de Kiev, en el raión de Ivankiv, dentro de la zona de exclusión.
Fue fundado en 1646, y tuvo que ser abandonado en 1986 tras producirse la explosión de Chernóbil. Por aquel entonces, la población era de 681 habitantes, los cuales, la mayoría fueron reubicados en Novi Opachychi, Kiev